# Blasse Feldratte
Die Blasse Feldratte oder Blasse Australische Feldratte (Rattus tunneyi) ist ein in Australien verbreitetes Nagetier in der Gattung der Ratten. Sie zählt mit anderen australischen Ratten zur fuscipes-Gruppe. In Gefangenschaft traten Hybride mit der Australischen Dunkelratte (Rattus colletti) auf.

## Merkmale
Die Exemplare sind mit einer Kopf-Rumpf-Länge von 118 bis 298 mm, einer Schwanzlänge von 78 bis 190 mm sowie einem Gewicht von 50 bis 210 g mittelgroße Ratten. Die Hinterfüße sind 25 bis 35 mm lang und die Länge der Ohren beträgt 15 bis 20 mm. Auf der Oberseite ist langes Fell mit grauer Unterwolle vorhanden, das eine gesprenkelt gelbbraune Farbe hat. Die Seiten und die Wangen sind heller und der Übergang zur hellgrauen bis cremefarbenen Unterseite erfolgt schrittweise. Auf den Füßen sind kurze weiße Haare vorhanden. Der Schanz hat eine rosabraune Farbe. Die 12 Zitzen der Weibchen sind paarig angeordnet. Die Blasse Feldratte hat einen diploiden Chromosomensatz mit 42 Chromosomen.

## Verbreitung
Die Art hat eine Population im Nordosten von Western Australia, Norden von Northern Territory und Nordwesten von Queensland. Eine weitere Population ist vom Osten der Kap-York-Halbinsel über das östliche Queensland bis ins nordöstliche New South Wales verbreitet. Vor dem Eintreffen europäischer Einwanderer fehlte sie nur in sehr feuchten Gebieten. Die Blasse Feldratte bewohnt Savannen und andere Grasgebiete, Gebüschflächen und Zuckerrohrplantagen.

## Lebensweise
Dieses Nagetier gräbt unterirdische Baue im Sand oder in anderem weichem Grund. Das Nest hat vier oder fünf Eingänge. Manchmal wird der Bau in Termitenhügeln angelegt, womit in der Nähe von Wasserläufen Überschwemmungen vermieden werden. Zur Nahrung zählen grüne Pflanzenteile wie Gräser der Gattung Alloteropsis, Samen von Sorghumhirsen und Wurzeln von Schraubenbäumen sowie Araukarien. Selten werden Insekten gefressen. Nach 21 bis 22 Tagen Trächtigkeit kommen bis zu elf Neugeborene vor. Die Fortpflanzung erfolgt meist im Frühjahr oder zu allen Jahreszeiten. Die Jungtiere erhalten etwa drei Wochen Muttermilch und einzelne Individuen sind nach fünf Wochen geschlechtsreif.

## Gefährdung
Die größte Bedrohung stellt die Konkurrenz zur eingeführten Hausratte dar. Einige Baue kollabieren, wenn sich ein Rind daraufstellt. Vermutlich werden Exemplare von der Hauskatze gejagt. In geeigneten Regionen tritt die Blasse Feldratte noch häufig auf. Die IUCN listet sie als nicht gefährdet (least concern).